# Віснювек-Вертиці
Віснювек-Вертиці (пол. Wiśniówek-Wertyce) — село в Польщі, у гміні Колаки-Косьцельні Замбровського повіту Підляського воєводства.
Населення — 104 особи (2011).
У 1975-1998 роках село належало до Ломжинського воєводства.

## Демографія
Демографічна структура станом на 31 березня 2011 року:
|          | Загалом | Допрацездатний вік | Працездатний вік | Постпрацездатний вік |
| -------- | ------- | ------------------ | ---------------- | -------------------- |
| Чоловіки | 55      | 12                 | 40               | 3                    |
| Жінки    | 49      | 6                  | 25               | 18                   |
| Разом    | 104     | 18                 | 65               | 21                   |